# مکزیکو (اوهایو)
مکزیکو (به انگلیسی: Mexico) یک منطقهٔ مسکونی در ایالات متحده آمریکا است که در شهرستان وایندات، اوهایو واقع شده‌است. مکزیکو ۲۴۶٫۸۹ متر بالاتر از سطح دریا واقع شده‌است.